# 袋 (魚津市)
袋（ふくろ）は、富山県魚津市の地名。住居表示は未実施。

## 概要
片貝川左岸、野方台地の東方に位置する。地名は村を流れる袋谷川から来たと伝えられる。近世は新川郡加積郷所属、加賀藩領。1889年より下新川郡加積村所属となり、1952年以降は魚津市の所属となった。
農業地域で、リンゴの栽培が多い。

## 主な施設
- 氏神神明社[6]

## 交通
- 富山県道67号宇奈月大沢野線
- 富山県道132号三箇吉島線

上記2路線は袋交差点で十字に交差する。
- 北陸新幹線（当地内を通過）

## 世帯数と人口
2025年（令和7年）7月31日現在の世帯数と人口は以下の通りである。
| 町丁・大字 | 世帯数 | 人口  |
| ---------- | ------ | ----- |
| 袋         | 46世帯 | 135人 |

## 小・中学校の校区
市立小・中学校に通う場合、学区は以下の通りとなる。
| 地域 | 小学校             | 中学校             |
| ---- | ------------------ | ------------------ |
| 袋   | 魚津市立清流小学校 | 魚津市立東部中学校 |